# Trio in Tokyo
Trio in Tokyo è un album del pianista francese Michel Petrucciani pubblicato nel 1999 dalla casa discografica Dreyfus Jazz.

## Il disco
L'album è stato registrato dal vivo al Blue Note di Tokyo nel mese di novembre del 1997 e pubblicato nel 1999, pochi mesi dopo la scomparsa del pianista francese. La formazione è il classico trio pianoforte-basso-batteria, dove però il basso è di tipo elettrico. Con Petrucciani suonano il bassista Anthony Jackson ed il batterista Steve Gadd.
Il disco presenta sette brani originali del pianista ed uno, celeberrimo, di Miles Davis. Probabilmente questo album rappresenta la più vigorosa incisione dal vivo di Petrucciani, nel quale la sua "generosità" musicale nei confronti del pubblico, come lui stesso amava definire le sue esecuzioni, si esprime al massimo livello. Tutto ciò anche grazie all'intesa quasi telepatica con gli altri due componenti del trio. Petrucciani spazia dal mainstream alle sonorità più moderne con grande maestria, sorretto dagli altri musicisti con i quali dialoga in intensi interplay.
Al brano di apertura Training, con un forte accento swing, succedono le improvvisazioni di September Second, brano introdotto da una sequenza quasi funk del batterista. Alla ballata Home, un brano che denuncia qualche infiltrazione di samba, segue un brano di stile bop quale Little Peace in C for U.
Alla ballata leggera Love Letter, sottolineata da un raro utilizzo delle spazzole da parte di Gadd, si contrappone un ulteriore accenno di funk in Cantabile. Dopo l'irregolare melodica di Colors, l'album si chiude con uno dei brani più famosi di Miles Davis, quel So What che qui viene proposto con grande forza ed intensità in contrapposizione alla versione originale di Kind of Blue.

## Tracce
Tutti I brani sono composti da Michel Petrucciani, tranne dove indicato
1. Training – 4:39
2. September Second – 5:19
3. Home – 9:18
4. Little Peace in C For U – 7:30
5. Love Letter – 9:07
6. Cantabile – 7:49
7. Colors – 10:49
8. So What – (Miles Davis) – 7:32

## Formazione
- Michel Petrucciani - pianoforte
- Anthony Jackson – basso
- Steve Gadd – batteria